# Limnophila rugosa
Limnophila rugosa är en grobladsväxtart som först beskrevs av Albrecht Wilhelm Roth, och fick sitt nu gällande namn av Elmer Drew Merrill. Limnophila rugosa ingår i släktet Limnophila och familjen grobladsväxter. Inga underarter finns listade i Catalogue of Life.